# Johannes Driedo
Johannes Driedo of Driander, in het Nederlands Jan Driedoens of Nijs (Oud-Turnhout, ca. 1480 – Leuven, 4 augustus 1535) was een theoloog aan de Universiteit van Leuven.

## Leven
Driedo, geboren op de Darisdonk bij Turnhout, studeerde vanaf 1491 vrije kunsten aan Pedagogie De Valk. Na het behalen van zijn magister artium in 1499 doceerde hij er filosofie. Hij was begeesterd door wiskunde maar vatte op aanraden van Adriaan Boeyens theologie aan. Zijn doctorstitel bekwam hij in 1512. Hij werd priester en professor aan de theologische faculteit, waarvan hij herhaaldelijk decaan was, en bekleedde ook het ambt van rector van de universiteit (1518, 1535). Onder zijn leerlingen waren de latere bisschoppen Robert en Karel van Croÿ en de astronoom Gemma Frisius. Tot zijn dood in 1535 was Driedo verbonden aan de Sint-Jacobskerk. Kort voordien was hij aangeduid om de overleden Nicolas Coppin op te volgen in het Sint-Pieterskapittel.

## Werk
Het belangrijkste werk van Driedo is De Ecclesiasticis scripturis et dogmatibus, waarin hij de verhouding tussen de Schrift en de kerkelijke dogma's onderzocht. Zonder de patristiek en de scholastiek overboord te gooien, verdedigde hij daarin dat kennis van de bijbelse talen noodzakelijk was voor een correcte interpretatie van de Heilige Schrift. Hij was dan ook een warm pleitbezorger van het Collegium Trilingue opgestart door Erasmus. Het onderscheid dat Driedo maakte tussen het gebruik van de Vulgaat in de liturgie en het gebruik van andere vertalingen in de theologie, vond letterlijk zijn weg naar een decreet aangenomen door het Concilie van Trente.
In een niet-gepubliceerd werk, Acta contra Lutherum, weerlegde hij in 1520 de 95 stellingen van het lutheranisme, maar niet zonder te suggereren dat hij Luthers standpunt over de pauselijke suprematie deelde. Erasmus betreurde dat dit boek nooit is verschenen, want hij respecteerde Driedo's competentie en integriteit.

## Publicaties
- De ecclesiasticis scripturis et dogmatibus libri quattuor (1533)
- De captivitate et redemptione generis humani liber unus (1534)
- De concordia liberi arbitrii et praedestinationis divinae liber unus (1537)
- De gratia et libero arbitrio libri duo (Leuven, 1537) beschikbaar via KU Leuven Bijzondere Collecties
- De libertate christiana libri tres (Leuven, 1540) beschikbaar via KU Leuven Bijzondere Collecties